# Шунята
Шу́нята (на санскрит: शून्यता, śūnyatā IAST; пали: шуната; тиб. stong pa nyid, stong pa – пуст, намиращ се отвъд пределите на сетивното възприятие, непостижим, nyid – добавяне на значението за това, че всичко може да се случи; на монголски: хоосон чанар) – понятие във философията на будизма, означаващо отсъствието на собствена природа на нещата и явленията (или дхармите – още едно значение на понятието дхарма). Нещата и явленията съществуват единствено чрез своята обусловеност и взаимозависимост и са напълно лишени от каквато и да било отделна трайна собствена „природа“.

## Описание
Шунята се счита за едно от най-трудните за разбиране понятия в будизма, неподдаващо се на просто описание и определение. Постигането на „пустота“ е важна цел в будистките медитации, специфични за различните школи на будизма. Неправилното разбиране на термина „пустота“ в небудистките преводи и коментарии е довело до възприемането на будизма като нихилизъм, солипсизъм, отказ от разумни доводи и от словесно разбиране, отказ от позитивни тезиси, представа за всеобща илюзорност и др. и поради това будизмът често е подлаган на критика. Будистките школи не приемат това и акцентират върху „взаимозависимото възникване“, причинността и обусловеността на явленията.
Основните дискусии за природата на пустотата са се развивали в началото в контекста на спора с небудистки школи за причинността и собствената природа или „висшето аз“ (санскрит атман). Това понятие не се приема в будизма и вместо него се среща термина аната – т.е. „не аз“ или липса на собствено „аз“. Нагарджуна поставя особено ударение върху учението за пустотата и неговата важност за осъществяването на природата на Буда. Представата за шунята развиват също така Арядева, Асанга, Васубандху, Дигнага, Дхармакирти, Будапалита, Бхававивека, Чандракирти и други философи на будизма. Шунята става едно от най-важните понятия на тибетския и далекоизточния будизъм, в частност на Чан.
Важен източник на учението за пустотата представлява Праджняпарамита Хридая Сутра, почитана и изучавана във всички школи на Махаяна и Ваджраяна, като служи като тяхна основа.
Определението на пустотата се дава в разгърнат вид като учение, предавано от бодхисатва Авалокитешвара на монаха Шарипутра. Първоначалното изложение представлява обща квинтесенция на учението на Буда: „бодхисатва Авалокитешвара, практикувайки дълбоко Праджняпарамита възприема мисълта за пустотата на петте скандхи и освобождението от всички страдания и нещастия“.
По-нататък идва подробно указание какво точно има предвид Авалокитешвара, наставлявайки Шарипутра, а също и по какъв начин това възприятие поражда спасение от страданията и нещастията при придобиване на Аннутара Самяк Самбодхи (най-висше пълно просветление, представляващо състояние на Буда).